# خالد بن عيسى بن أحمد القتوري البلوي
القاضي أبو يزيد خالد بن عيسى بن أحمد القتوري البلوي (هو صاحب الرحلة التي سماها «تاج المفرق» وكنيته أبو البقاء ولعل له كنيتين وقد لقي في رحلته كثيرا من العلماء واخذ عنهم. غادر بلده ضحوة يوم السبت 18 صفر سنة 730 وكان أخوه قد سبقه متوجها إلى الحجاز، فالتقيا في الإسكندرية. ولما عاد إلى الأندلس أصبح قاضيا ببلده وظل في القضاء زمنا طويلا.

## الترجمة
القاضي أبو يزيد خالد بن عيسى بن أحمد القتوري البلوي (هو صاحب الرحلة التي سماها «تاج المفرق» وكنيته أبو البقاء ولعل له كنيتين وقد لقي في رحلته كثيرا من العلماء واخذ عنهم. غادر بلده ضحوة يوم السبت 18 صفر سنة 730 وكان أخوه قد سبقه متوجها إلى الحجاز، فالتقيا في الإسكندرية. ولما عاد إلى الأندلس أصبح قاضيا ببلده وظل في القضاء زمنا طويلا.) صاحبنا:
هذا الرجل كان كالجمل المحتمل يريبك مجموعه، ويهولك مرئيه ومسموعه، فإذا زمزم الحادي سالت من الرقة دموعه، فظاهره جسم جسيم، وللزرافة قسيم، وباطنه في اللطافة نسيم، وروض يرتاده مسيم؛ سكن البادية خيرا عفيفا، ومن المؤن خفيفا، يرتاح إلى عقائل الآداب ارتياح قيس إلى ليلى، ويميل به الغبيط إلى الاغتباط ميلا، وكلما ظفر بها يوما أو ليلا، طفف كيلا، وجمع ثريا وسهيلا، ثم راح المشرق، وعشا إلى نوره المشرق، مع اخضرار العود وسواد المفرق، وغفلة من الزمان المطرق، فحج وزار، وطرح الأوزار، واستسقى السحب الغزار، ودون رحلته فأحسن وأطرف، وحلى وعرف، وقفل مغربا بتشريقه، وكتب عن بعض الملوك الكبار بطريقه، ثم ارتسم في حزب القضاء وفريقه، وأدبه مشتمل على نثر ونظم، ولحم وعظم، ولنثره على نظمه شفوف، والى اللحاق بذي الإجادة خفوف؛ فمن شعره:
الله أكبر حبذا إكباره...هذا الشفيع لنا وهذي داره
لاحت معالم يثرب وربوعها... مثوى الرسول وداره وقراره
هذا النخيل وطيبة ومحمد... خير الورى طراً وهاأنا جاره
هذا المصلى والبقيع وها هنا... ربع الحبيب وهذه آثاره
هذي منازله المعظمة التي... جبريل ردد بينها تكراره
هذي مواضع مهبط الوحي الذي... تشفي الصدور من العمى أسطاره
هذي مواطئ خير من وطئ الثرى... وعلا على السبع العلا استقراره
ملأ الوجود حقيقة إشراقه... فأضاء منه ليله ونهاره
والروضة الفيحاء هب نسيمها... والبان بان ونم منه عراره وتعطرت سلع فسل عن طيبها... لم لا تطيب وبينها مختاره
بشراك يا قلبي فقد نلت المنى... وبلغت ما تهوى وما تختاره
وتجل يا طرفي فيالك ناظراً... أبصرت طيبة فانقضت أوطاره
قد أمكن الوصل الذي أملته... وكذاك حبي أمكنت أسراره
قد كان عندي لوعة قبل اللقا... والآن ضاعف لوعتي أبصاره
رفقا قليلا يا دموعي اقصري... فالدمع يحسن في الهوى اقصاره
قد كانت الدمن الكريمة في غنى... عن أن يفيض بربعها تياره
أيضيع من زار الحبيب وقد رأى... أن المزور بباله زواره
أيخيب من قصد الكريم وعنده... حسن الرجاء شعاره ودثاره
! أيؤم بابك مستقيل عاثر... فيرد عنك ولا تقال عثاره
حاشا جلالك أن يؤمله امرؤ... فيعود صفرا خيبت أسفاره
يا سيد الإرسال ظهري مثقل... فعسى تخف بجاهكم أوقاره
رحماك فيمن أوبقته ذنوبه... فكأنما إقباله أدباره
لبس الصغار وقد تعاظم وزره... والعفو تصغر عنده أوزاره
شط المزار ولا قرار وشد ما... يلقى محب شط عنك مزاره
وافى حماك يفر من زلاته... واليك يا خير الأنام فراره
واتاك يلتمس الشفاعة والرجا... يقتاده وظنونه أنصاره
والعبد معتذر ذليل خاضع... ومقصر قد طولت أعذاره
متوسل قد أغرقته دموعه... متوصل قد أحرقته ناره
قذفت به في غربة أوطانه... ورمت به لعلائكم أوطاره
فامنن وسامح واعف واصفح واغتفر... فلانت ماح للخطا غفاره
صلى عليك الله ما حيا الحيا... روض الربى وترنمت أطياره ومما نسب لي إلى نفسه، وأربى يومه في الإجادة لديها على أمسه، قوله:
بعثت خيالا والعواذل هجع... فسرى ينم به شذا يتضوع
ودنا يعاطيني الحديث على دجى... كاس الثريا في يديه تشعشع
وكأنما الإكليل جام مذهب... بيواقت الجوزاء فيه يرصع
نادمت فيه أخا الغزالة جؤذرا... يغدو بأكناف القلوب ويرتع
في ليلة لا الوصل فيها بيننا... خجل ولا قلب العفاف مروع
رق الهواء بها ورق لي الهوى... فمشى موشى بيننا وموشع
يا جيرة جار الزمان ببعدهم... ومقرهم مني الحشا والأضلع
إن كان موضعكم خلا عن ناظري... لم يخل منكم في فؤادي موضع
لم تسكنوا وادي الأراك وإنما... قلبي مصيفكم ودمعي المربع
والله ما ضحك الربيع بربعكم... إلا وعن عيني مزن يهمع
وإذا شكوت إلى الصديق فانه... يسليك أو يغنيك أو يتفجع
يا بارقا تنشق عنه سحابة... عن مثل مدمعي السفوح وتقلع
أشبهت من أهوله حسن تبسم... فأصبت إلا انه هو انع
بالله خذ عني تحية نازح... لم يبق فيه اليوم فيما يطمع
وأقرا على الجزع السلام وسح من... قطرات دمعك حيث تلك الأربع
ما كان أطيب الماضي عيشنا الماضي بها... لو كان ذاك العيش فيها يرجع
أيام نغفر للصبا ذنب الهوى... ونشفع الوجه الجميل فيشفع
ما سرني تبديد دمعي لؤلؤا... وعهدته بيد الحسان يجمع
الكتيبة الكامنة في من لقيناه بالأندلس من شعراء المائة الثامنة - لسان الدين بن الخطيب، محمد بن عبد الله.
خالد بن عيسى بن أحمد بن إبراهيم بن أبي خالد البلويّ، أبو البقاء:
قاض، من فضلاء الأندلسيين. كانت إقامته في قتورية، من حصون وادي المنصورة، وهو قاضيها. وحجّ، وصنف رحلته (تاج المفرق في تحلية علماء المشرق - خ) اقتنيت نسخة مشرقية منه، أنجزه في شهر ربيع الأول سنة 767 قال المقري: كثيرة الفوائد. وأقام في عودته مدة بتونس، ولي فيها الكتابة عن أميرها. ثم قفل إلى الأندلس  .
-الاعلام للزركلي-
القاضي أبو البقاء علم الدين خالد بن عيسى البلوي القنطوري الأندلسي: الإِمام العالم الكامل المتفنن الفاضل الكاتب الرحلة الأريب المطلع الأديب. كثب بتونس شيئاً يسيراً على أميرها وتولى قضاء بعض الجهات بالأندلس، أخذ عن والده وعبد العزيز القوري وأبي رشيد وعبد المؤمن الجاناتي وعبد الرحمن الجزولي وابنه محمد وأبي موسى ابن الإِمام وأبي عمران المشذالي وابن عبد السلام وابن هارون وابن بدال وابن البراء، ترجم شيوخه في رحلته وأطال الثناء عليهم وغالبهم أجازه إجازة عامة وأخذ أيضاً عن ابن عبد الستار وعيسى بن مخلوف المغيلي وابن عمر وغيرهم مما هو كثير، رحل وأفاد واستفاد من أعلام من أهل المشرق والمغرب، ألّف الرحلة المسماة تاج المفرق في تحلية علماء المغرب والمشرق مشحونة بالفرائد والفوائد وفيها من الأدب والعلوم ما لا يتجاوزه الرائد، كان بالحياة سنة 755 هـ.
شجرة النور الزكية في طبقات المالكية _ لمحمد مخلوف
خالد بن عيسى بن أحمد بن أبى خالد البلوى، صاحب الرحلة: «تاج المفرق، في تحلية أهل المشرق» رحل، ولقى أعلاما، وأخذ عنهم، ورحلته كانت سنة 737 . «أخذ عن الصفدى وغيره ممن يطول ذكره». وذكر في نيل الابتهاج: «أنه أخذ بفاس عن القروى والجزنائى والجزولى: سمع عليه كثيرا من الرسالة والتهذيب، وبتلمسان عن ابن الامام وابن هدبه والمشذالى وأبى عبد النور، وبغرناطة عن القيسى وخلق». راجع ترجمته في الإحاطة 1/ 508 - 510، والكتيبة الكامنة 134 - 138، ونيل الابتهاج ص 115
ذيل وفيات الأعيان المسمى «درّة الحجال في أسماء الرّجال» المؤلف: أبو العبّاس أحمد بن محمّد المكناسى الشّهير بابن القاضى (960 - 1025 هـ‍)

## كتبه
- تاج المفرق في تحلية علماء المشرق